# Кемля
Кемля́ (рос. Кемля, ерз. Кемля) — село, центр Ічалківського району Мордовії, Росія. Адміністративний центр Кемлянського сільського поселення.
У період 1964-2003 років село мало статус селища міського типу.

## Населення
Населення — 4826 осіб (2010; 4872 у 2002).